# Baby Burlesks
Baby Burlesks è un serial cinematografico in otto episodi da 10-11 minuti ciascuno, prodotto negli Stati Uniti dalla Educational Pictures dal 1931 al 1933 nell'era "pre-Codice". Il serial è notevole per l'inclusione nel cast dell'allora treenne Shirley Temple al suo debutto sugli schermi. 

## Descrizione
La serie di cortometraggi comici satireggiava recenti produzioni cinematografiche ed eventi politici. Temple e i suoi colleghi, tutti bambini dai 3 ai 5 anni di età, erano vestiti spesso solo di un pannolino fermato da una grossa spilla da balia, o in alternativa indossavano indumenti da adulti. A causa dell'esposizione di bambini in atteggiamenti da adulti, la serie è oggi considerata controversa.
Nella sua autobiografia, Temple descrisse Baby Burlesks "un cinico sfruttamento della nostra innocenza infantile", e fece notare come questi cortometraggi fossero talvolta razzisti o sessisti.

## Episodi

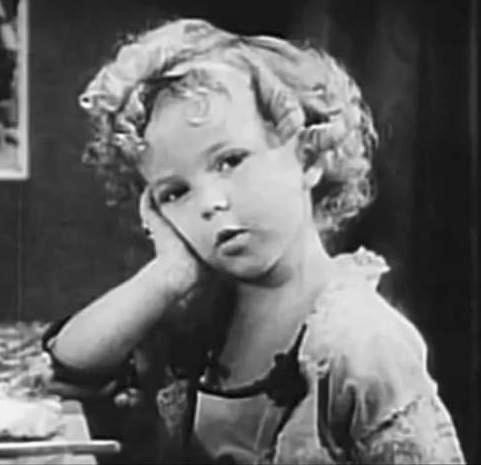
Shirley Temple in Glad Rags to Riches

Tutti gli otto episodi del serial Baby Burlesks furono prodotti da Jack Hays e diretti da Charles Lamont, tranne il primo, Runt Page, che venne diretto da Ray Nazarro. In qualità di star, Shirley Temple riceveva un compenso di 10 dollari al giorno.

### Runt Page(1931)
Diretto da Ray Nazarro, fu presentato in anteprima l'11 aprile del 1932, distribuito dalla Universal Pictures. Il cortometraggio dura 10 minuti ed è una satira del film The Front Page, con Shirley Temple che interpreta Lulu Parsnips (parodia della giornalista Louella Parsons) e Georgie Smith nella parte di Raymond Bunion. L'episodio è notevole in quanto include la prima apparizione di Shirley Temple al cinema. Questo è l'unico degli episodi dove gli attori bambini vengono doppiati da degli adulti.

### War Babies(1932)
Venne presentato in anteprima l'11 settembre 1932 e distribuito dalla Educational Film Exchanges. Il cortometraggio dura 11 minuti ed è una satira del film Gloria ambientato nella prima guerra mondiale. L'azione si svolge nel "Buttermilk Pete's Café", dove i bambini ballano, cantano, suonano musica e bevono latte (pagando le consumazioni in lecca-lecca). Temple interpreta Charmaine, una parodia di Dolores del Río, e pronuncia le sue prime parole sullo schermo: «Mais oui, mon cher». Eugene Butler e Georgie Smith interpretano una coppia di soldati. Gli altri bambini del cast sono Dorian Samson, Georgie Billings e Philip Hurlic.

### Pie Covered Wagon(1932)
Presentato in anteprima il 30 ottobre 1932, venne distribuito dalla 20th Century Fox. La sceneggiatura fu scritta dal produttore Jack Hays. L'episodio dura 10 minuti ed è una parodia del film western I pionieri. In Pie Covered Wagon, Shirley Temple viene legata a un palo dagli indiani e poi salvata da Georgie Smith. Gli altri bambini del cast sono Eugene Butler, Philip Hurlic, Arthur J. Maskery, Jimmie Milliken e Dorian Samson.

### Glad Rags to Riches(1932)
Presentato in anteprima il 5 febbraio 1933, fu distribuito dalla Educational Film Exchanges. L'episodio dura 11 minuti. Temple interpreta La Bella Diaperina, una ballerina del "Lullaby Lobster Palace", che deve decidere se sposare il ricco proprietario del locale o un umile ragazzo di campagna. In questo cortometraggio interpreta la sua prima canzone al cinema: She's Only a Bird in a Gilded Cage. Gli altri bambini del cast sono Eugene Butler, Lawrence Harris, Marilyn Granas, Georgie Smith e Dorian Samson.

### Kid in Hollywood(1932)
Presentato in anteprima il 14 marzo 1933, venne distribuito dalla 20th Century Fox. L'episodio dura 10 minuti, Temple interpreta un'ex reginetta di bellezza ridotta a ruoli secondari finché non viene scoperta dal regista Frightwig von Stumblebum, parodia di Erich von Stroheim, che la trasforma in una stella chiamata Morelegs Sweetrick (parodia di Marlene Dietrich). 

### The Kid's Last Fight(1932)
Presentato in anteprima il 23 aprile 1933, venne distribuito dalla 20th Century Fox. L'episodio dura 11 minuti, si tratta di una satira di Jack Dempsey e del mondo del pugilato. Georgie Smith interpreta il pugile Diaper Dampsey al quale un gruppo di gangster rapisce la fidanzata (Temple) prima del grande combattimento per il titolo. Gli altri bambini del cast sono Lawrence Harris, Arthur J. Maskery, Philip Hurlic e Marilyn Granas. A partire da questo cortometraggio, Samson divenne il nuovo protagonista della serie, tuttavia la sua fama non sarebbe durata a lungo, venendo oscurata da Shirley Temple.

### Polly Tix in Washington(1932)
Presentato in anteprima il 4 giugno 1933, l'episodio venne distribuito dalla 20th Century Fox. La sceneggiatura fu scritta dal regista Charles Lamont. Ha una durata di 11 minuti e Temple interpreta Polly Tix, Dorian Samson è Telly Tix, suo fratello, Buttler e Smith interpretano due politici, Gloria Ann Mack è la sorellina minore mentre Philip Hurlic interpreta Dinamita. Shirley Temple scrisse nella sua autobiografia: «Il mio personaggio era quello di una prostituta sul libro paga della Nipple Foundation e della lobby anti-Castor Oil. Il mio compito era sedurre un paio di senatori zoticoni appena arrivati in città». Nel cortometraggio Shirley Temple indossa un reggiseno e mutandine nere disegnate da sua madre. La biografa Anne Edwars scrisse a riguardo: «L'intenzione di Jack Hays era ovvia. Baby Burlesks aveva lo scopo di "eccitare" i partecipanti maschi ai matinée». La sceneggiatura prevedeva che Temple facesse un giro su un carro trainato da uno struzzo; tuttavia l'animale si spaventò e rischiò di ucciderla.

### Kid 'in' Africa(1933)
Presentato in anteprima il 6 ottobre 1933, venne distribuito dalla 20th Century Fox. Nel cortometraggio della durata di 10 minuti, Temple interpreta Madam Cradlebait, un'esploratrice catturata da una tribù selvaggia che viene salvata da Tarzan (chiamato "Diaperzan" nel film), interpretato da Danny Boone Jr. a cavallo di un elefante. Per i membri della tribù cannibale furono utilizzati un gruppo di bambini afroamericani. Curiosamente, in una scena viene mostrato un cartello pubblicitario del lassativo Ex-Lax, davanti all'ingresso dell'hotel Squaldorf nella giungla.